# Przyłęgów
Przyłęgów (niem. Preilsdorf) – wieś w Polsce położona w województwie dolnośląskim, w powiecie świdnickim, w gminie Żarów.

## Historia

### Zmiany właścicieli wsi od średniowiecza do XVII wieku
Nazwa wsi pochodzi najprawdopodobniej od imienia założyciela-zasadźcy Breilinga (Preilinga-Preiland ?). Po raz pierwszy Przyłęgów pojawia się w powstałej około 1300 r. Liber Fundationis biskupstwa wrocławskiego. Według zapisu znajdowało się we wsi 28 łanów ziemi, z tego po 2 należały do sołectwa i folwarku rycerskiego. Dziesięcinę płacono biskupowi z 24 łanów, stanowiących najprawdopodobniej uposażenie ludności kmiecej. Zarówno dla M. Treblina jak i K. Maleczyńskiego zapis jest świadectwem, że przed 1300 r. nastąpiła lokacja wsi na prawie niemieckim. Powstała duża wieś kmiecka, której obszar w XIX w. wynosił 458 ha. Przyjmując założenie, że nie uległ on większym zmianom od średniowiecza, były to małe łany flamandzkie (1 łan to około 16,8 ha). O dziejach wsi sprzed XVIII w. zachowały się tylko przypadkowe informacje, np. że w 1451 r. ławnikiem sądu książęcego był Hannas Schaulteze von Preyelsdorf. Nie wiadomo jednak, czy był właścicielem wsi, czy też z osobą pochodzącą ze wsi.
W XVI i XVII w. Przyłęgów należał do von Muhlheimów. Według wykazu z 1576 r. nieznany z imienia rycerz von Muhlheim z Pielaszkowic był właścicielem 11 kmieci i 23 łanów ziemi. Ostatnim właścicielem wsi z tego rodu był Hans, wymieniony w dokumencie z 1650 r. Przed 1663 r. Przyłęgów przeszedł w posiadanie rycerza von Messenau, piszącego się z Borzygniewa i Przyłegowa. Między nim a właścicielem Łażan von Nostitzem wybuchł spór graniczny, zakończony śmiercią tego ostatniego w potyczce z ludźmi von Messenaua. Zapewne przyczyną sporu był brak dokładnego rozgraniczenia między Łażanami a Przyłęgowem, który był pozostałością z czasów, gdy obie wsie były własnością von Muhlheimów.

### Przyłęgów w XVIII wieku
Kolejnym znanym właścicielem wsi był Henryk von Falckenhayn, piszący się z Przyłęgowa, który przed 12 stycznia 1706 r. kupił część Grodziszowa. Nie wiadomo jednak w jakich latach był on właścicielem wsi. W roku 1742 lub 1743 Przyłęgów i sąsiednią Mikoszową nabył Karol Gottard hr. Von Schaffgotsch. Po jego śmierci w 1747 r. dobra znalazły się, do roku 1760, w posiadaniu Ernesta Ferdynanda barona von Mudrech. W latach 1760–1792 właścicielami wsi byli członkowie możnego rodu śląskiego hrabiowie Rzeszy von Maltzanowie na Miliczu: do 1779 r. Joachim Karol, później Kazimierz. Rok po przejęciu wsi przez Maltzanów znaczne zniszczenia spowodowali stacjonujący w Przyłęgowie Rosjanie. Wywołany przez nich pożar spalił folwark, gospodarstwa kmiece i zagrodnicze. Wkrótce folwark został obudowany. W 1760 r. założono we wsi szkołę ewangelicką, natomiast w 1784 r. cmentarz ewangelicki (pretekstem była niemożność grzebania w okresie śnieżnej zimy na cmentarzu w Rusku). Plac pod cmentarz podarował właściciel wsi.
Około roku 1765 wartość dóbr fiskus pruski szacował na 14 760 Rthlr. W 1784 r. mieszkały w Przyłęgowie 192 osoby, większość stanowili protestanci należący do parafii w Piotrowicach, katolicy uczęszczali do kościoła w Rusku. W Przyłęgowie istniała zapewne od średniowiecza karczma, jednak bez prawa produkcji piwa (wieś dzieliła od Strzegomia mniej niż mila). Musiano w niej sprzedawać piwo miejskie ze Strzegomia. Nie zawsze odbywało się to bezkonfliktowo. W 1722 r. właściciel wsi musiał zapłacić za wykryte nadużycia wyszynku piwa karę w wysokości 200 dukatów, zrekompensować poniesionych przez piwowarów Strzegomskich straty, oraz zobowiązał się do zakupu w przyszłości określonej ilości piwa. Natomiast nie było ograniczeń w pędzeniu gorzałki.
Znacznemu przekształceniu od średniowiecza uległy stosunki we wsi, pozostało w niej zaledwie 7 kmieci, obok których było 15 zagrodników, w tym 7 czynszowych, oraz 2-3 komorników (lata: 1765, 1784 i 1800).

### Rozwój wsi od XIX wieku do II wojny światowej
W 1792 r. Von Maltzanowie Mikoszowę, Przyłęgów i Bukówkę sprzedali hr. Franzowi Josephowi von Mutius, po którym dobra odziedziczył w latach 30. XIX wieku jego syn Franz Bernhard. Stosunkowo wcześnie doszło do wykupienia przez miejscową ludność chłopską feudalnych zobowiązań służebnych i pieniężnych. Nastąpiło to w latach 1822-1826. Ostatecznie w posiadaniu gminy wiejskiej znalazło się 245 ha, natomiast dominium - 213 ha ziemi. Jednakże dobra rycerskie otrzymały lepsze gleby gliniaste, podczas gdy chłopi musieli zadowolić się gorszymi glebami położonym na obszarze pagórkowatym.
Do 1829 r. stosunki społeczne nie uległy zmianie. Dalej było 7 kmieci (w tym karczmarz), 15 zagrodników, wzrosła jedynie liczba komorników do 5. Domów mieszkalnych było 37, budynków gospodarczych (obór i stodół) - 38; część tych zabudowań, 2 domy mieszkalne i 6 gospodarczych, należało do folwarku. Obok tego była we wsi karczma wraz z gorzelnią, oraz kruszarnia lnu. Hodowano 30 koni, 80 kur i na folwarku 600 owiec merynosów. Duże znaczenie obok roślin zbożowych miała uprawa lnu. W 1845 r. Oprócz owiec (800 szt.), hodowano także sporą liczbę bydła rogatego (152 szt.). Ostateczny podział wsi nastąpił w 1856 r., kiedy wykształciły się dwie jednostki administracyjne: gmina wiejska i dominium.
W drugiej połowie XIX w. dobra Przyłęgowa zostały nabyte przez Gustawa von Heese, na stałe mieszkającego we Wrocławiu. W 1888 r. majętności odkupiła od niego Maria von Kremsta. Zasłynęła ona z popierania przemysłu w swoich dobrach oraz fundacjach dobroczynnych: szkół, dziecięcych sanatoriów, kościołów i kaplic. W 1894 r. połączyła wszystkie swoje posiadłości w jeden kompleks majątkowy z siedzibą w Morawie. Po śmierci Marii odziedziczył Przyłęgów Hans Chtistoph von Wetershaim, który nosił także nazwisko von Kremsta. Początkowo jednak, jeszcze w 1922 r., Przyłęgów pozostawał w zarządzie matki Hansa Christopha, Marii Teresy. W 1945 r. Hans Chtistoph uciekł przed nadciągającymi Rosjanami.
Obszar folwarku szlacheckiego wynosił 214 ha, z tego 171 ha gruntów ornych, 40 ha łąk i 3 ha lasu. Później obszar dominium powiększył się w wyniku zakupu ziemi chłopskiej do 264 ha w 1922 r. i 292 ha w 1930 i 1937 r. W wyniku tego wzrósł areał gruntów ornych - do 228 ha w 1937 r. Pod koniec XIX w. zabudowanie folwarczne gruntownie przebudowano. Ludność folwarczna liczyła w roku 1880: 69 osób (11 rodzin), w roku 1905: 56 osób (11 rodzin), w roku 1925: 52 osoby. Majątek ziemski specjalizował się w hodowli - do połowy XIX w. owiec merynosów, później bydła (rasy fryzjerskiej, a następnie w XX w. śląskiej) - produkcja mleka, które wysyłano do Wałbrzycha. W 1922 r. hodowano: 113 szt. bydła, 12 koni i 6 świń. W latach 30. XX wieku zaczęto ponownie hodować owce merynosy. Zapewne było to związane z utratą przez Wetersheima-Kremsta Mikoszowej.
Także ludność chłopska dużą wagę przywiązywała do hodowli. W 1885 r. na 245 ha ziemi należącej do gminy 178 ha stanowiły grunty orne, 48 ha łąki i 9 ha las. Liczba gospodarstw chłopskich, wśród których duży udział miały duże (pow. 15 ha) i średnie (pow. 5-15 ha), kmiece i zagrodnicze, nie uległa do końca XIX w. większej zmianie. Dopiero w XX w. w wyniku wykupu ziem chłopskich przez dominium przestały istnieć 2 gospodarstwa kmiece. W 1938 r. było w Przyłęgowie 19 gospodarstw chłopskich, w tym 6 dużych, bauerowskich. Trzy największe miały powierzchnie 28,6 – 35,2 ha. Jedno z nich w 1930 r. należało do von Wetersheima-Kremsta, jednak przed 1937 r. zostało nabyte przez dotychczasowego dzierżawcę E. Buttnera na własność.

### Przyłęgów po II wojnie światowej
W latach 1975–1998 miejscowość administracyjnie należała do województwa wałbrzyskiego.